# Espanha nos Jogos Paralímpicos de Verão de 2020
A Espanha  está sendo representada Jogos Paralímpicos de Verão de 2020 por um total de 137 desportistas, dos quais 93 homens e 44 mulheres. O país fez sua estreia nos Jogos Paralímpicos em 1968 e esta será sua 14ª participação. O responsável pela equipe paralímpica é o Comitê Olímpico Espanhol, assim como as federações desportivas nacionais de cada desporte com participação.